# Sucht (Zeitschrift)
Die Zeitschrift Sucht ist eine medizinische Fachzeitschrift, die interdisziplinäre Arbeiten aus dem Bereich der Suchtforschung veröffentlicht. Sucht ist in diesem Themenfeld eine der ältesten wissenschaftlichen Zeitschriften der Welt und offizielles Organ der Deutschen Gesellschaft für Suchtforschung und Suchttherapie.

## Geschichte der Zeitschrift
Die Zeitschrift wurde 1890 im Rahmen des Internationalen Kongresses gegen den Alkoholmißbrauch in Dänemark als Internationale Monatsschrift zur Bekämpfung der Trinksitten gegründet. Die erste Ausgabe erschien im Jahr 1891 in Bremerhaven und wurde vom Internationalen Büro zur Bekämpfung der Trinksitten herausgegeben. Zu den Herausgebern, die der Abstinenzbewegung angehörten und auch teilweise radikale Ansätze vertraten, gehörte Auguste Forel. Im Jahr 1894 wechselte der Verlag nach Basel, wo auch die Zeitschrift fortan erschien. Die Zeitschrift betonte ihren internationalen Anspruch einerseits durch die multinational besetzte Herausgebergruppe, zu der, neben dem Schweizer Forel, zwei Dänen und jeweils ein Deutscher, ein Brite und ein Finne gehörten, andererseits durch die Wahl der thematischen Schwerpunkte, die in den frühen Jahren durch Artikel zum Alkoholkonsum in verschiedenen Ländern, sowie damit zusammenhängende gesundheitspolitische, rechtliche und präventive Strategien zum Ausdruck kamen.

### Internationale Monatsschrift zur Erforschung des Alkoholismus und Bekämpfung der Trinksitten
Im Jahr 1902 erfolgte eine der zahlreichen Umbenennungen der Zeitschrift. Der neue Titel Internationale Monatsschrift zur Erforschung des Alkoholismus und Bekämpfung der Trinksitten betonte den zunehmend wissenschaftlicheren Ansatz der Publikation und eine gleichzeitige Abwendung vom früheren aktivistischen Ansatz der unter den Begründern um Forel stark vertretenen Abstinenzlern. Im wissenschaftlichen Beirat traten entsprechend Wissenschaftler wie dem späteren Vorsitzenden des Vereins abstinenter Ärzte des deutschen Sprachgebiets Emil Kraepelin und dem bedeutenden Schweizer Psychiater Eugen Bleuler stärker hervor. Doch die Zeitschrift beschränkte sich nicht auf wissenschaftliche Beiträge. So erschien im Jahr der Umbenennung eine Mitschrift eines Vortrags der Schriftstellerin Ricarda Huch, die vor dem Sozialwissenschaftlichen Bildungsverein in Wien  über "Rausch und künstlerische Produktion" gesprochen hatte. Der Umfang der Zeitschrift nahm in die folgenden Jahren sukzessive ab. Von den ursprünglich bis zu 400 Seiten Umfang eines Jahrgangs blieben schließlich im Jahr 1919 nur noch 135 Seiten. Entsprechend wurden die zwölf monatlichen Hefte zusammengefasst in vier Ausgaben veröffentlicht. Die Internationale Monatsschrift zur Erforschung des Alkoholismus und Bekämpfung der Trinksitten wurde schließlich mit dem 29. Jahrgang vorläufig eingestellt.

### Internationale Zeitschrift gegen den Alkoholismus
Im Jahr 1922 wurde die Veröffentlichung der Zeitschrift wieder aufgenommen. Mit dem 30. Jahrgang schloss man zwar nahtlos an die Internationale Monatsschrift zur Erforschung des Alkoholismus und Bekämpfung der Trinksitten an, jedoch wurde der Titel geändert und war nun dreisprachig: Revue internationale contre l'alcoholisme/Internationale Zeitschrift gegen den Alkoholismus/International Review against alcoholism. Auch die Erscheinungsweise hatte sich geändert. Ab jetzt erschien die Publikation alle zwei Monate.

### Suchtgefahren
Die Zeitschrift wurde im Jahr 1943 mit dem 51. Jahrgang eingestellt und ab 1955 als Suchtgefahren neu herausgegeben. Herausgeber war die Deutsche Hauptstelle gegen die Suchtgefahren (DHS). Unter dem ersten Chefredakteur Hans Seidel, dem Hauptgeschäftsführer der DHS, versuchte die Zeitschrift an die Tradition der Internationalen Zeitschrift gegen den Alkoholismus anzuschließen, beinhaltete aber nur noch Beiträge in deutscher Sprache. Die Zeitschrift erschien zunächst vierteljährlich, wobei ein Jahrgang 120 Seiten umfasste. Später wurde der zweimonatliche Rhythmus der Vorgängerzeitschrift wieder aufgenommen und die Seitenanzahl stieg auf 400 pro Jahrgang. Zunächst setzte auch Suchtgefahren weiterhin Schwerpunkte auf der Alkoholsucht, aber schon bald kamen Beiträge mit Bezug zur Tabakabhängigkeit hinzu. So erschien im Jahr 1955 ein Artikel von Fritz Lickint, einem Pionier der Erforschung der Risiken des Tabakrauchens, mit dem Titel "Die medikamentöse Unterstützung von Tabak-Entwöhnungskuren".

### Sucht – Zeitschrift für Wissenschaft und Praxis
Im Jahr 1990 wurde die aktuelle Benennung eingeführt. Die Zeitschrift thematisiert substanzbezogene und nicht-substanzbezogen Süchte, gesundheitspolitische Sachverhalte und kriminologische Fragestellungen. Sie erscheint zweimonatlich, nutzt zur Gewährleistung der Wissenschaftlichkeit der publizierten Beiträge ein Peer-Review-Verfahren und hat einen Impactfactor von 1,8. Sucht ist interdisziplinär ausgerichtet und nimmt für sich einen internationalen Fokus in Anspruch. Entsprechend erscheinen Beiträge wie Positionspapiere Originalarbeiten, Übersichtsarbeiten, Beiträge zu methodischen und historischen Themen oder sonstige Artikel in deutscher und englischer Sprache. Sucht ist das offizielle Organ der Deutschen Gesellschaft für Suchtforschung und Suchttherapie, deren ehemaliger Vorsitzender Anil Batra als Herausgeber fungiert. Redaktion und wissenschaftlicher Beirat setzen sich aus internationalen Experten zusammen.